# آرامگاه شاهزاده عبدالله ورقیه
مقبره شاهزاده عبدالله ورقیه مربوط به دوره سلجوقیان است و در شهرستان تفرش، روستای تبرته واقع شده و این اثر در تاریخ ۲ اسفند ۱۳۷۶ با شمارهٔ ثبت ۱۹۶۴ به‌عنوان یکی از آثار ملی ایران به ثبت رسیده است.